# Lista personajelor din Twin Peaks
Aceasta este o listă de personaje din serialul TV american Twin Peaks și din filmul francezo-american Twin Peaks - Ultimele 7 zile din viața Laurei Palmer:
| Grup                    | Nume                                          | Descriere | Interpretat de              |
| ----------------------- | --------------------------------------------- | --- | --------------------------- |
| FBI                     | Dale Cooper                                   | Investighează crima; intuitiv și inteligent; se îndrăgostește de Twin Peaks și de viața rurală; umilul erou al poveștii.                                     | Kyle MacLachlan             |
| FBI                     | Albert Rosenfield                             | Criminalist dur, a cărui fațadă ascunde natura sa spirituală.                                                                                                | Miguel Ferrer               |
| FBI                     | Chester Desmond                               | Investighează moartea Teresei Banks; dispare în mod misterios.                                                                                               | Chris Isaak                 |
| FBI                     | Sam Stanley                                   | Specialist în criminalistică, îl asistă pe Desmond | Kiefer Sutherland           |
| FBI                     | Phillip Jefferies                             | Agent dispărut care știe despre Cabane și locuitorii lor. | David Bowie                 |
| FBI                     | Gordon Cole                                   | Șeful surd al Biroului Regional; țipă constant. | David Lynch                 |
| FBI                     | Diane                                         | Secretara lui Cooper; nu apare în persoană; când Cooper înregistrează note în reportofon, destinatarul este Diane.                                           | (nu este văzută sau auzită) |
| Departamentul Șerifului | Șeriful Harry S. Truman                       | Amantul lui Josie Packard. | Michael Ontkean             |
| Departamentul Șerifului | Adjunctul Andy Brennan                        | Ajutorul șerifului, iubitul lui Lucy. | Harry Goaz                  |
| Departamentul Șerifului | Adjunctul Hawk, Tommy Hill                    | Amerindian, expert în căutări. | Michael Horse               |
| Departamentul Șerifului | Lucy Moran                                    | Dispecer al Departamentului, iubita lui Andy. | Kimmy Robertson             |
| Familia Palmer          | Laura Palmer                                  | Victima crimei și personajul central al poveștii, ea leagă toate celelalte personaje.                                                                        | Sheryl Lee                  |
| Familia Palmer          | Leland Palmer                                 | Tatăl Laurei,avocat al cărui client principal este Benjamin Horne.Este cunoscut pentru dansurile sale maniacale.                                             | Ray Wise                    |
| Familia Palmer          | Sarah Palmer                                  | Mama telepată a Laurei. | Grace Zabriskie             |
| Familia Palmer          | Maddie Ferguson                               | Verișoara identică a Laurei. | Sheryl Lee                  |
| Familia Hayward         | Doctorul William Hayward                      | Doctorul orașului, participă la autopsia Laurei. | Warren Frost                |
| Familia Hayward         | Eileen Hayward                                | Soția doctorului; folosește un scaun cu rotile. | Mary Jo Deschanel           |
| Familia Hayward         | Donna Hayward                                 | Prietena cea mai bună a Laurei, iubita lui James Hurley. | Lara Flynn Boyle            |
| Familia Hayward         | Harriet Hayward                               | Sora mai mică a Donnei. | Jessica Wallenfels          |
| Familia Hayward         | Gersten Hayward                               | Sora cea mai mică a Donnei. | Alicia Witt                 |
| Familia Horne           | Benjamin Horne                                | Om de afaceri bogat, deține hotelul Great Northern și Horne's Department Store.                                                                              | Richard Beymer              |
| Familia Horne           | Jerry Horne                                   | Fratele lui Benjamin, partenerul său de afaceri. | David Patrick Kelly         |
| Familia Horne           | Sylvia Horne                                  | Soția mereu furioasă a lui Benjamin. | Jan D'Arcy                  |
| Familia Horne           | Audrey Horne                                  | Fiica adolescentă a lui Benjamin. | Sherilyn Fenn               |
| Familia Horne           | Johnny Horne                                  | Fiul handicapat mintal al lui Ben; Laura avea grijă de el.                                                                                                   | Robert Bauer III            |
| Familia Packard/Martell | Josie Packard                                 | Proprietara gaterului; văduvă; învăța engleza de la Laura.                                                                                                   | Joan Chen                   |
| Familia Packard/Martell | Andrew Packard                                | Regretatul proprietar al gaterului; iubitul lui Josie. | Dan O'Herlihy               |
| Familia Packard/Martell | Catherine Packard Martell                     | Sora lui Andrew, complotează cu Benjamin să incendieze gaterul.                                                                                              | Piper Laurie                |
| Familia Packard/Martell | Pete Martell                                  | Soțul lui Catherine; pescar amator. | Jack Nance                  |
| Familia Briggs          | Maior Garland Briggs                          | Ofițer inteligent în United States Air Force; implicat în Proiectul Blue Book, monitorizarea spațiului cosmic și cunoscător al pădurilor din jurul orașului. | Don S. Davis                |
| Familia Briggs          | Betty Briggs                                  | Soție și mamă modestă și iubitoare. | Charlotte Stewart           |
| Familia Briggs          | Bobby Briggs                                  | Adolescent rebel; căpitan al echipei de fotbal american a liceului; iubitul Laurei și amantul secret al lui Shelly.                                          | Dana Ashbrook               |
| Familia Hurley          | Big Ed Hurley                                 | Patronul benzinăriei, amantul Normei. | Everett McGill              |
| Familia Hurley          | Nadine Hurley                                 | Soția chioară, nebună, obsedată de draperii a lui Ed. | Wendy Robie                 |
| Familia Hurley          | James Hurley                                  | Nepotul lui Ed, iubitul secret al Laurei, apoi iubitul Donnei.                                                                                               | James Marshall              |
| Familia Jennings        | Norma Jennings                                | Patroana restaurantului, amanta lui Big Ed, a colaborat cu Laura la un program de ajutor social.                                                             | Peggy Lipton                |
| Familia Jennings        | Hank Jennings                                 | Soțul Normei, eliberat din închisoare pentru bună purtare.                                                                                                   | Chris Mulkey                |
| Familia Jennings        | Annie Blackburn                               | Sora mai mică a Normei, devine iubita lui Dale Cooper. | Heather Graham              |
| Familia Johnson         | Leo Johnson                                   | Camionagiu violent și traficant de droguri. | Eric Da Re                  |
| Familia Johnson         | Shelly Johnson                                | Soția abuzată a lui Leo, chelneriță, amanta lui Bobby Briggs.                                                                                                | Mädchen Amick               |
| Familia Milford         | Primarul Dwayne Milford                       | Primar al orașului, certat cu fratele său. | John Boylan                 |
| Familia Milford         | Dougie Milford                                | Publică gazeta locală. | Tony Jay                    |
| Familia Milford         | Lana Budding Milford                          | Soția seducătoare a lui Dwayne. | Robyn Lively                |
| Familia O' Reilly       | Blackie O' Reilly                             | Conduce One Eyed Jacks, cazinou și bordel local; supranumită „Trandafirul Negru”.                                                                            | Victoria Catlin             |
| Familia O' Reilly       | Nancy O' Reilly                               | Sora lui Blackie. | Galyn Gorg                  |
| Familia Renault         | Jacques Renault                               | Crupier, traficant de droguri și barman. | Walter Olkewicz             |
| Familia Renault         | Jean Renault                                  | Criminal veteran, agent de asigurări. | Michael Parks               |
| Familia Renault         | Bernard Renault                               | Traficant de droguri. | Clay Wilcox                 |
| Alții                   | Margaret Lanterman ("Doamna cu Butucul")      | Văduvă mistică, comunică telepatic cu un butuc. | Catherine E. Coulson        |
| Alții                   | Windom Earle                                  | Fostul partener al lui Cooper. | Kenneth Welsh               |
| Alții                   | Dr Lawrence Jacoby                            | Psihiatru excentric, a tratat-o și pe Laura. | Russ Tamblyn                |
| Alții                   | Thomas Eckhardt                               | Fost partener de afaceri al lui Andrew Packard | David Warner                |
| Alții                   | Jones (Twin Peaks)                            | Asistentul lui Thomas Eckhardt. | Brenda Strong               |
| Alții                   | Emory Baddis                                  | Manager al magazinului lui Benjamin Horne, recrutează fete pentru cazinou.                                                                                   | Dan Amendola                |
| Alții                   | Harold Smith                                  | Prieten agorafob al Laurei,aceasta i-a încredințat jurnalul ei secret.                                                                                       | Lenny Von Dohlen            |
| Alții                   | Denise/Dennis Bryson                          | Agent Antidrog travestit. | David Duchovny              |
| Alții                   | Dick Tremayne                                 | Angajat la magazinul universal,fost iubit al lui Lucy. | Ian Buchanan                |
| Alții                   | Mike Nelson ("Snake")                         | Prietenul cel mai bun al lui Bobby. | Gary Hershberger            |
| Alții                   | Ronnette Pulaski                              | Cunoștință a Laurei,a fost cu aceasta în noaptea crimei. | Phoebe Augustine            |
| Alții                   | Evelyn Marsh                                  | Femeie bogată, agresată de soț. | Annette McCarthy            |
| Alții                   | Teresa Banks                                  | Prima victimă a ucigașului Laurei. | Pamela Gidley               |
| Alții                   | Roadhouse Singer                              | Cântăreață. | Julee Cruise                |
| Locuitorii Cabanei      | Bob (Twin Peaks)                              | Spirit malefic. | Frank Silva                 |
| Locuitorii Cabanei      | Phillip Michael Gerard zis și Omul Cu Un Braț | Vânzător de pantofi căruia îi lipsește un braț. | Al Strobel                  |
| Locuitorii Cabanei      | Omul de Altundeva                             | Pitic enigmatic. | Michael J. Anderson         |
| Locuitorii Cabanei      | Uriașul                                       | Uriaș supranatural. | Carel Struycken             |
| Locuitorii Cabanei      | Dna. Tremond / Chalfont                       | Bunica lui Pierre. | Frances Bay                 |
| Locuitorii Cabanei      | Pierre Tremond / Chalfont                     | Intențiile sale sunt necunoscute. | Austin Jack Lynch           |